# Ернесто Томазі
Ернесто Томазі (італ. Ernesto Tomasi; 30 жовтня 1906, Вентімілья — 1997) — італійський футболіст, що грав на позиції нападника і півзахисника. По завершенні ігрової кар'єри — тренер.
Виступав, зокрема, за клуби «Рома» і «Ювентус». Володар Кубка Італії.

## Ігрова кар'єра
Народився 30 жовтня 1906 року в місті Вентімілья. Вихованець футбольної школи клубу "Вентімільєзе. Провідним гравцем клубу був його брат Артуро Томазі (1908—2012).
В 1927 році перейшов у клуб «Савона», де демонстрував непогану результативність. В 1931—1933 роках виступав у французькому клубі «Ніцца».
Повернувшись до Італії, приєднався до команди «Рома». Відіграв за «вовків» наступні чотири сезони своєї ігрової кар'єри. Швидко став ключовим гравцем клубу. У складі «Роми» Томаззі використовували на позиції півзахисника або лівого крайнього нападника. Клуб поступово покращував результати — п'яте місце в 1934 році, четверте в 1935 році. Найбільш вдалим вийшов сезон 1936 року, коли команда посіла друге місце, поступившись лише одним очком чемпіону «Болоньї».
В 1935 і 1936 роках грав у складі «Роми» в Кубку Мітропи. У першому випадку команда в 1/8 фіналу поступилась за сумою двох матчів «Ференцварошу» (3:1, 0:8). В наступному році клуб Томазі в 1/8 зумів відігратись з після поразки від австрійського «Рапіда» (1:3, 5:1), а в 1/4 фіналу поступився чеській «Спарті» (0:3, 1:1)..
В сезоні 1936/37 «Рома» стала лише десятою у чемпіонаті, але дійшла до фіналу кубка Італії, де поступилась клубові «Дженоа 1893» з рахунком 0:1.
Протягом 1937—1940 років захищав кольори клубу «Ювентус». Виборов титул володаря Кубка Італії в 1938 році. У тому розіграші Томазі зіграв 6 матчів і забив 2 голи. У фінальному матчі «Ювентус» двічі переміг земляків з «Торіно» 3:1 і 2:1.
Влітку 1938 року брав участь у матчах Кубка Мітропи. «Ювентус» дістався півфінальної стадії. В 1/8 фіналу без Томазі перемогли Хунгарію (Будапешт) (3:3, 6:1). В 1/4 фіналу Ернесто забив у першій грі у ворота Кладно (4:2, 2:1). В 1/2 фіналу «стара синьйора» у першій грі перемогла з рахунком 3:2 «Ференцварош», а Томазі забив гол, який у підсумку став переможним. У матчі-відповіді команда поступилась 0:2 і вибула зі змагань.
Протягом 1940—1943 років виступав у колишньому клубі «Савона», з яким піднявся в Серію В. Також грав у клубах «Санремезе» та «Вогерезе».
Завершив ігрову кар'єру у команді «Канн», за яку виступав протягом 1946—1947 років.

## Кар'єра тренера
Розпочав тренерську кар'єру, ще продовжуючи грати на полі, 1942 року, очоливши тренерський штаб клубу «Савона».
Протягом тренерської кар'єри також двічі очолював команду «Санремезе».
Помер 1 січня 1997 року на 91-му році життя.

## Статистика виступів

### Статистика виступів у чемпіонаті
| Сезон   | Команда   | Чемпіонат | Чемпіонат | Чемпіонат |
| Сезон   | Команда   | Ліга      | Ігор      | Голів     |
| ------- | --------- | --------- | --------- | --------- |
| 1927–28 | «Савона»  | ЧІ        | 11        | 7         |
| 1928–29 | «Савона»  | ЧІ        | 26        | 9         |
| 1929–30 | «Савона»  | A         | 28        | 13        |
| 1930–31 | «Ніцца»   | A         | -         | -         |
| 1931–32 | «Ніцца»   | ЧФ        | 13        | 9         |
| 1932–33 | «Ніцца»   | ЧФ        | 17        | 7         |
| 1933–34 | «Рома»    | A         | 29        | 8         |
| 1934–35 | «Рома»    | A         | 30        | 4         |
| 1935–36 | «Рома»    | A         | 27        | 3         |
| 1936–37 | «Рома»    | A         | 20        | 1         |
| 1937–38 | «Ювентус» | A         | 30        | 3         |
| 1938–39 | «Ювентус» | A         | 26        | 3         |
| 1939–40 | «Ювентус» | A         | 15        | 5         |
| 1940–41 | «Ювентус» | С         | 42        | 10        |
| 1941–42 | «Ювентус» | В         | 27        | 5         |
| 1942–43 | «Ювентус» | В         | 10        | 1         |

### Статистика виступів у кубку Мітропи
| №                      | Розіграш               | Стадія                 | Дата та місце проведення | Команда 1              | Рахунок                                             | Команда 2      | Голи та інші дії |
| ---------------------- | ---------------------- | ---------------------- | ------------------------ | ---------------------- | --------------------------------------------------- | -------------- | ---------------- |
| 1                      | 1935                   | 1/8                    | 16.06.1935, Рим          | Рома                   | 3:1 [Архівовано 16 січня 2021 у Wayback Machine.]   | Ференцварош    |                  |
| 2                      | 1935                   | 1/8                    | 22.06.1935, Будапешт     | Ференцварош            | 8:0 [Архівовано 21 січня 2021 у Wayback Machine.]   | Рома           |                  |
| 3                      | 1936                   | 1/8                    | 21.06.1936, Відень       | Рапід (Відень)         | 3:1 [Архівовано 22 березня 2017 у Wayback Machine.] | Рома           |                  |
| 4                      | 1936                   | 1/8                    | 28.06.1936, Рим          | Рома                   | 5:1 [Архівовано 21 січня 2021 у Wayback Machine.]   | Рапід (Відень) |                  |
| 5                      | 1936                   | 1/4                    | 4.07.1936, Прага         | Спарта (Прага)         | 3:0 [Архівовано 22 січня 2021 у Wayback Machine.]   | Рома           |                  |
| 6                      | 1936                   | 1/4                    | 12.07.1936, Рим          | Рома                   | 1:1 [Архівовано 22 січня 2021 у Wayback Machine.]   | Спарта (Прага) |                  |
| У складі «Роми»        | У складі «Роми»        | У складі «Роми»        | У складі «Роми»          | У складі «Роми»        | 6                                                   |                | 0                |
| 7                      | 1938                   | 1/4                    | 10.07.1938, Турин        | Ювентус                | 4:2 [Архівовано 8 травня 2013 у Wayback Machine.]   | Кладно         | 40'              |
| 8                      | 1938                   | 1/4                    | 17.07.1938, Кладно       | Кладно                 | 1:2 [Архівовано 17 жовтня 2020 у Wayback Machine.]  | Ювентус        |                  |
| 9                      | 1938                   | 1/2                    | 24.07.1938, Турин        | Ювентус                | 3:2 [Архівовано 12 травня 2021 у Wayback Machine.]  | Ференцварош    | 60'              |
| 10                     | 1938                   | 1/2                    | 31.07.1938, Будапешт     | Ференцварош            | 2:0 [Архівовано 22 квітня 2021 у Wayback Machine.]  | Ювентус        |                  |
| У складі «Ювентуса»    | У складі «Ювентуса»    | У складі «Ювентуса»    | У складі «Ювентуса»      | У складі «Ювентуса»    | 4                                                   |                | 2                |
| Всього в Кубку Мітропи | Всього в Кубку Мітропи | Всього в Кубку Мітропи | Всього в Кубку Мітропи   | Всього в Кубку Мітропи | 10                                                  |                | 2                |

## Титули і досягнення
- Володар Кубка Італії (1):

«Ювентус»: 1937–1938
- Фіналіст Кубка Італії (1):

«Рома»: 1936–1937
- Срібний призер Чемпіонату Італії (1):

«Рома»: 1935–1936